# NLE 6 (Zweitbesetzung)
Die Tenderlokomotive NLE 6II ist eine Lokomotive der Achsfolge 1’C, die 1919 von Henschel als Einzelexemplar für die Niederlausitzer Eisenbahn gebaut wurde. Die Lokomotive verblieb bis zum Zweiten Weltkrieg bei der Gesellschaft. Sie wurde 1950 von der Deutschen Reichsbahn übernommen und als 91 6301 bezeichnet. Bis Mitte der 1960er Jahre war die Lokomotive im Einsatz, 1967 wurde sie ausgemustert und verschrottet.

## Geschichte und Einsatz

### Niederlausitzer Eisenbahn 6II
1919 bestellte die Niederlausitzer Eisenbahn bei Henschel in Kassel eine dreifach gekuppelte Tenderlokomotive mit vorderem Laufradsatz, mit der sie ältere Lokomotiven in Form der preußischen T 3 ersetzen wollte, die für die steigenden Zuglasten nicht mehr geeignet waren. Die Lokomotive erhielt die Bezeichnung 6II.
Eine Nachbestellung erfolgte nicht, obwohl Henschel diese Lokomotive noch 1936 in seinem Sonderkatalog aufführte. 1932 erhielt die Lokomotive eine neue Betriebsnummer 41.

### Deutsche Reichsbahn 91 6301
Nach dem Zweiten Weltkrieg erhielt die Lokomotive 1950 von der Deutschen Reichsbahn die Betriebsnummer 91 6301. 1950 und 1953 war sie in Luckau beheimatet, dann wurde sie 1957 nach Berlin-Lichtenberg umstationiert, 1962 nach Stralsund, 1965 nach Salzwedel und danach nach Ketzin. Durch die Ablösung der Dampftraktion durch Diesellokomotiven wurde sie Mitte der 1960er Jahre überflüssig und 1967 in Ketzin ausgemustert.

## Technische Merkmale
Die Lokomotive besaß einen von der vorderen bis zur hinteren Pufferbohle durchgehenden Blechrahmen, der an mehreren Stellen mit Querversteifungen versehen war. Die Betriebsvorräte an Wasser wurden in seitlichen Behältern mitgeführt, der Kohlevorrat war hinter dem Führerstand gebunkert. Ursprünglich fasste er 1,3 t, für die Braunkohlefeuerung wurde der Behälter auf 2 t vergrößert. Der zweite (der Treibradsatz) und der dritte Radsatz waren fest im Rahmen gelagert, der erste Kuppelradsatz war mit der führenden Laufachse zu einem Krauss-Helmholtz-Lenkgestell verbunden. Das ermöglichte einen guten Bogenlauf der Lok und ergab den festen Radstand von 1.600 mm. Die innere Steuerung war mit Flachschiebern ausgerüstet.
Der Kessel war frei über dem Rahmen gelagert. Der Langkessel bestand aus zwei Schüssen, der erste trug den Dampfdom mit dem Regler, der zweite den Sandkasten mit beidseitig zwei Fallrohren. Auf dem Dampfdom war eine Schmierpumpe gelagert. Der Stehkessel besaß eine Feuerbüchse aus Kupfer. Auf ihm war vor dem Führerhaus ein Sicherheitsventil der Bauart Ramsbotton vorhanden. Verhältnismäßig kurz war die Rauchkammer ausgeführt, sie trug einen langen konischen Schornstein. Blasrohr, Hilfsbläser und Funkenfänger entsprachen preußischen Normen. Der Kessel wurde von zwei Strahlpumpen der Bauart Strube gespeist.
Das geräumige Führerhaus besaß keine Seitenfenster, jedoch boten die großen Stirnfenster ausreichend Sicht. Zur Verbesserung der Sichtverhältnisse wurden die Wasserkästen vorn abgeschrägt. Sie besaßen im Bereich der Steuerungsteile eine ovale Aussparung. Die Bremsausrüstung bestand aus einer indirekten Bremse und einer Wurfhebelbremse. Der Treibradsatz wurde beidseitig, der dritte Kuppelradsatz einseitig von hinten abgebremst. Die Räder im Krauss-Helmholtz-Lenkgestell waren nicht abgebremst. Die für die Bremse benötigte Druckluft wurde von einer zweistufigen Luftpumpe von Knorr erzeugt, die neben der Rauchkammer rechts ihren Platz hatte. Der Hauptluftbehälter saß hinten unter dem Führerhaus quer, der Hilfsluftbehälter auf der rechten Seite längs unter dem Führerhaus. Der Sandstreuer war handbetätigt und sandete den ersten Radsatz von vorn und den zweiten von hinten. Das Dampfläutewerk der Bauart Latowski saß auf dem Kesselscheitel zwischen Schornstein und Dampfdom, die Dampfpfeife war hinter dem Sandkasten platziert. Ursprünglich war die Lok mit Petroleumbeleuchtung ausgerüstet, bei der Deutschen Reichsbahn erhielt sie eine elektrische mit Turbogenerator.
Ursprünglich war die Lok auf 50 km/h Höchstgeschwindigkeit ausgelegt. Die Deutsche Reichsbahn hat diese später auf 45 km/h zurückgesetzt, möglicherweise bestand durch ungleiche Last auf den Achsen die Gefahr zum Auflaufen bei engen Gleisbögen.